# Stazione di San Nicolao
La stazione di San Nicolao è una stazione della ferrovia del Monte Generoso. Posta nel territorio comunale di Mendrisio, prende nome dalla chiesa di San Nicolao.